# Římov (ort i Tjeckien, Södra Böhmen)
Římov är en ort i Tjeckien. Den ligger i regionen Södra Böhmen, i den södra delen av landet, 140 km söder om huvudstaden Prag. Římov ligger 481 meter över havet och antalet invånare är 721.
Terrängen runt Římov är lite kuperad. Runt Římov är det ganska tätbefolkat, med 62 invånare per kvadratkilometer. Närmaste större samhälle är České Budějovice, 13,2 km norr om Římov. Omgivningarna runt Římov är en mosaik av jordbruksmark och naturlig växtlighet.